# TV Biznes
TV Biznes era una rete televisiva generalista polacca gestita e di proprietà di Cyfrowy Polsat che trasmetteva in lingua polacca.
TV Biznes ha iniziato a trasmettere il 1º settembre 2004, le trasmissioni sono cessate il 18 febbraio 2013.